# Будинок на Володимирській, 23/27
Будинок Міхельсона — один із київських прибуткових будинків архітектора Ромуальда Тустановського. Розташований на розі Володимирської і Софіївської вулиць навпроти Софійського собору.
Одна з небагатьох уцілілих споруд доби раннього еклектизму. 
Наказом Міністерства Культури і туризму України № 58/0/16-10 від 3 лютого 2010 року будинок внесений до обліку пам'яток містобудування й архітектури місцевого значення.

## Будівництво і використання будівлі

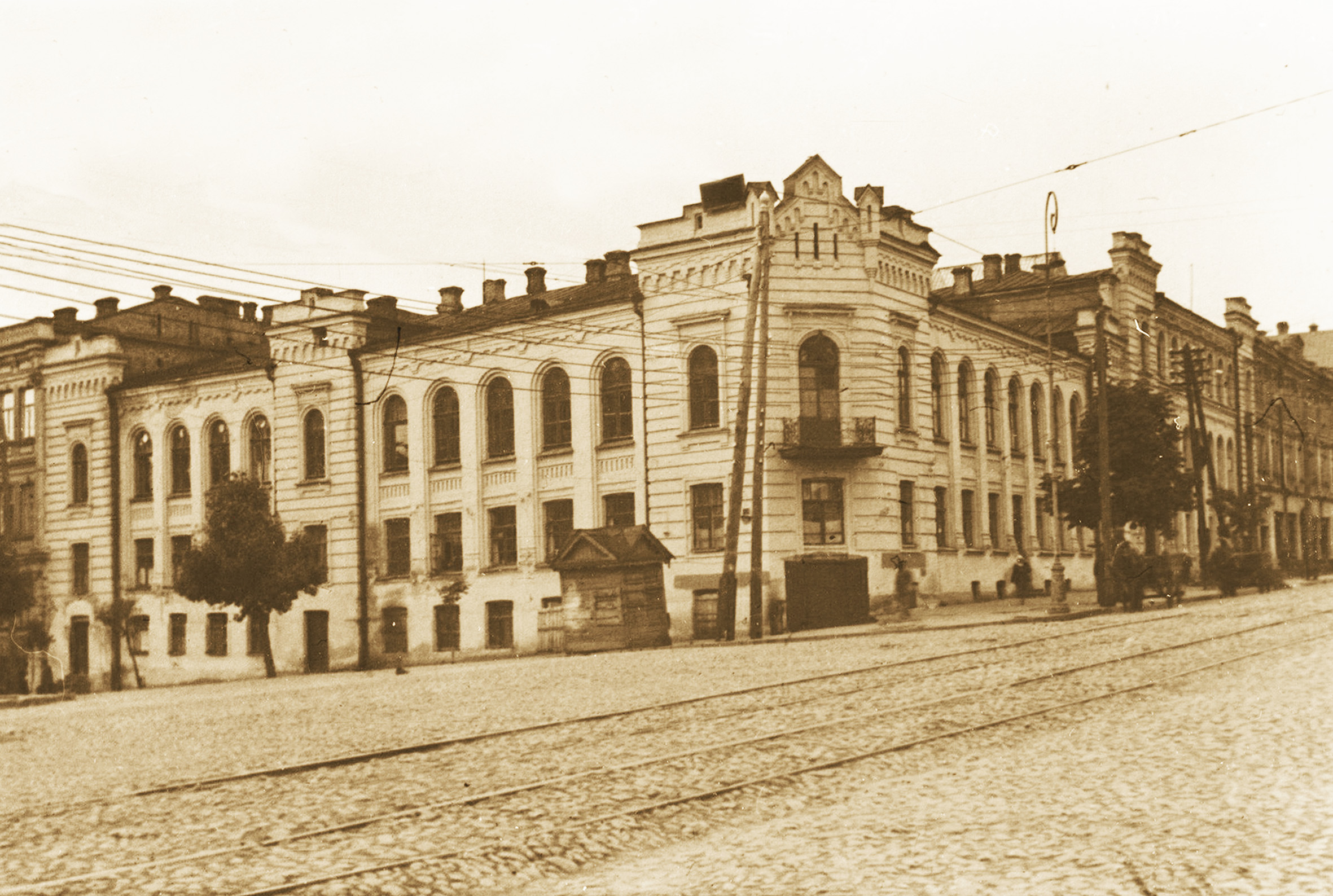
Будинок на фото 1930-х років

Наріжною частиною садиби володів купець Фрідрих Густавович Міхельсон. 1872 року за проектом архітектора Ромуальда Тустановського тут зведено двоповерховий будинок. Наприкінці ХІХ сторіччя вздовж Володимирської добудували триповерхову будівлю, яка повторила архітектуру наріжної будови.
У 1880–1910-х роках секцію з боку Софіївської вулиці займав готель «Женева», у частині приміщень із боку Володимирської вулиці містилася телеграфна станція
1922 року будівлю націоналізували більшовики.
У 1997—1998 роках надбудували мансардний поверх.

## Архітектура

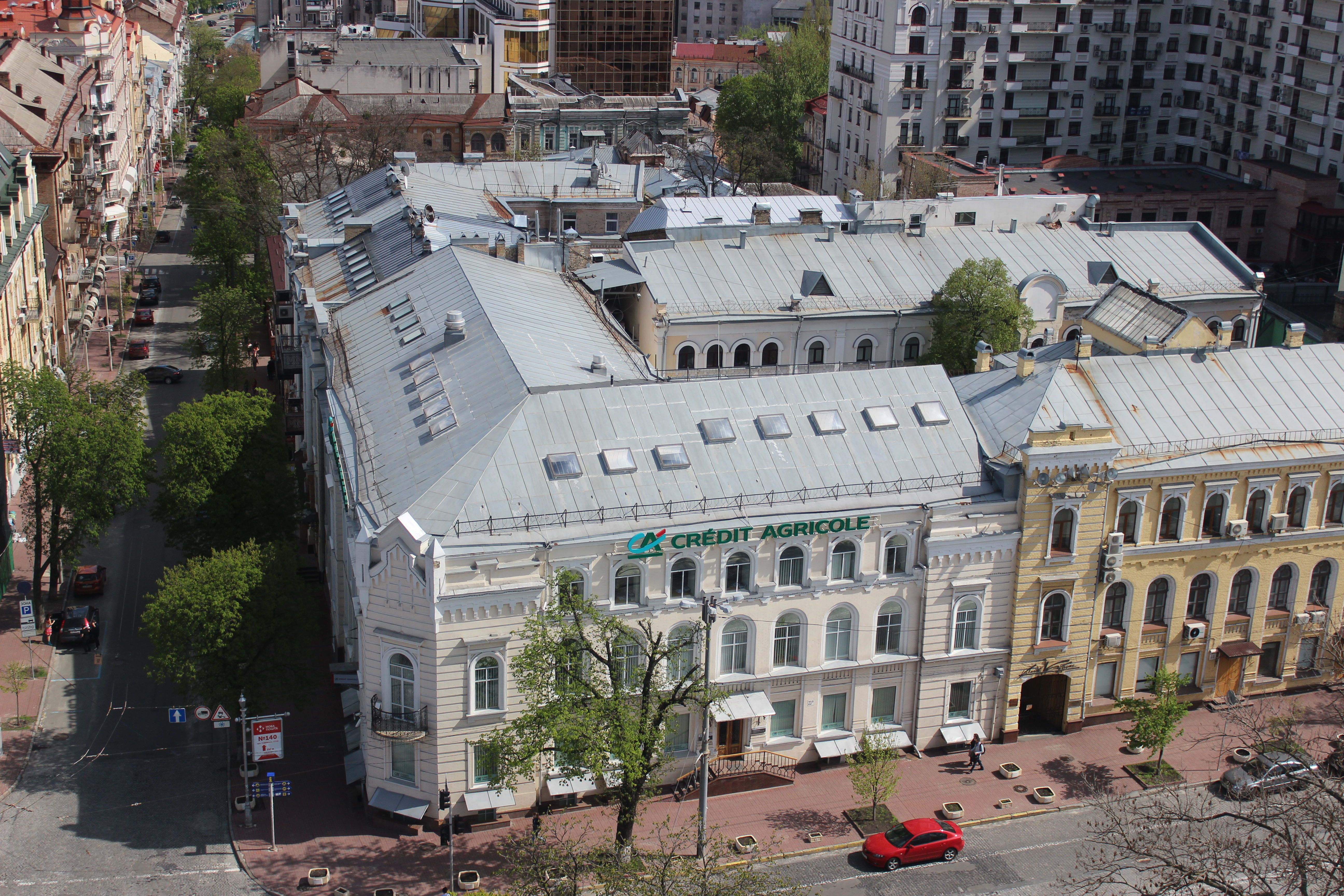
Наріжний будинок № 23/27

Триповерховий із напівпідвалом, цегляний будинок складається із трьох частин: наріжжя і двох крил.
Перший поверх займали крамниці, верхні — житлові квартири. Проїзд на подвір'я розташований з боку Володимирської вулиці.
Оформлений в стилі неоготики. Аркові вікна другого поверху вирішені з використанням мотивів раннього флорентійського ренесансу. Оздоблений цегляним декором.
Композиція асиметрична. Водночас архітектура бічних крил — симетрична. Секції фланкують рустовані розкріповки, завершені фризами із зубцями й аттиками.
Зрізане наріжжя акцентоване готичними пінаклями і трикутним щипцем.
Вікна першого і другого поверхів об'єднують ритмічні ряди витягнутих арок.